# ウイング (バス事業者)
株式会社ウイング（ウイング）は、京都府京田辺市に本社を置くバス事業者である。

## 概要
貸切バス事業のほか、京都府木津川市にてコミュニティバスの運行受託も行っている
。

## 受託運行
- 木津川市山城地域コミュニティバスの運行受託。
- 木津川市加茂地域コミュニティバスのうち、80条バス路線の運行業務を受託。

## 関連会社
- 山城自動車教習所（綴喜郡井手町）
- 山城田辺自動車学校（京田辺市）
- 大阪特殊自動車学校（大阪府四條畷市）
- ATR-Sensetech